# Anne Berest

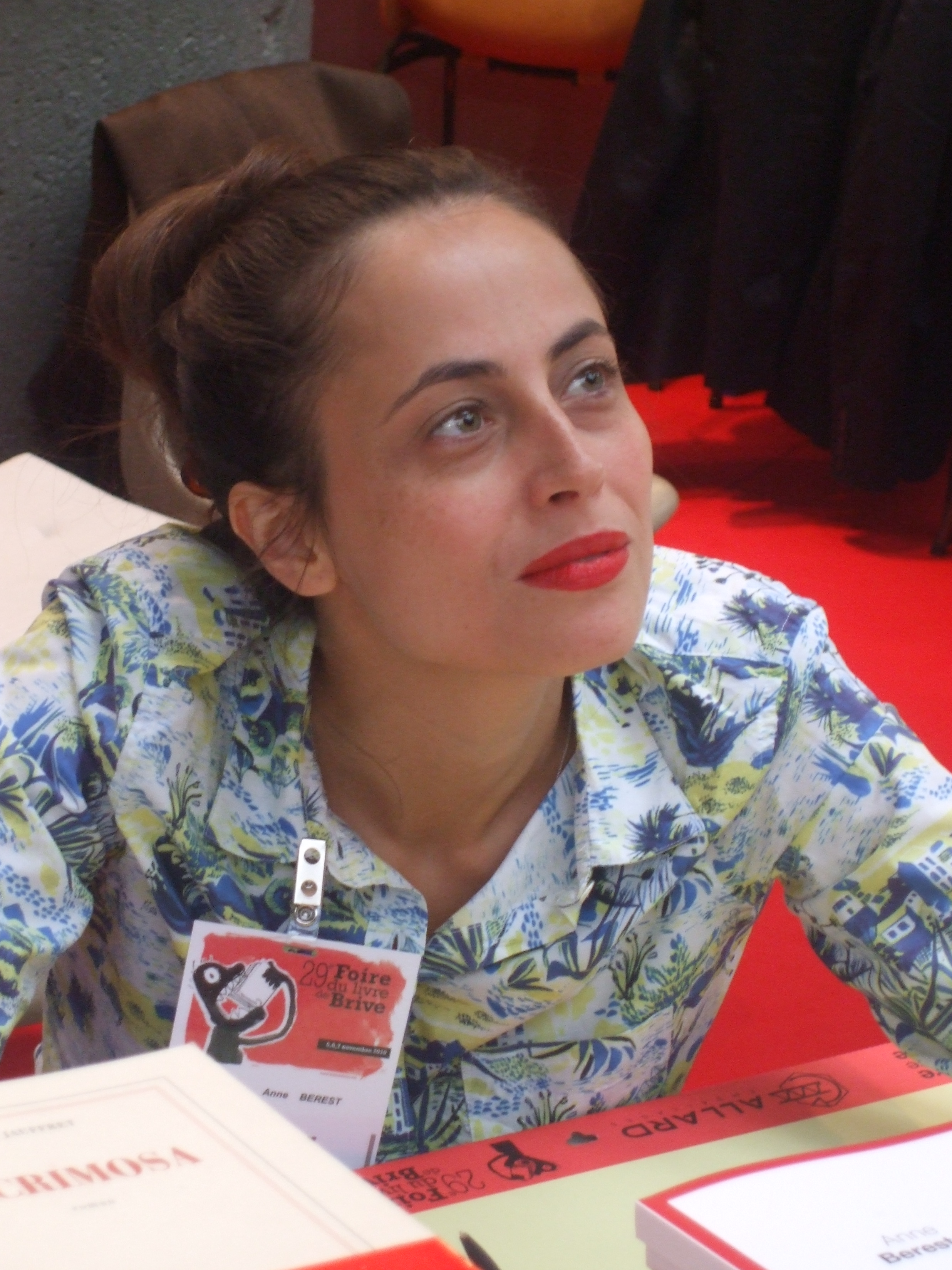
Anne Berest (2010)

Anne Berest (* 15. September 1979 in Paris (Frankreich)) ist eine französische Schauspielerin, Theaterregisseurin und Autorin.

## Leben
Nach ihrem Literaturstudium gründete Berest die Zeitschrift Carnets du Rond-Point und war dort fünf Jahre lang Chefredakteurin. 2008 bearbeitete sie zusammen mit Édouard Baer das Werk Un pedigree (deutsch: Ein Stammbaum) des Literatur-Nobelpreisträgers Patrick Modiano für das Theater. Die Bearbeitung wurde mit Baer als Hauptdarsteller, der auch Regie führte, am Théâtre de l'Atelier im Pariser 16. Arrondissement aufgeführt.
2011 spielte Berest eine Ärztin im Film La guerre est déclarée (deutsch: Das Leben gehört uns (2011)), bei dem Valérie Donzelli Regie führte. 2014 war sie am Drehbuch des Films Que d'amour von Donzelli beteiligt, der am 19. Juni 2014 vom deutsch-französischen Fernsehsender arte ausgestrahlt wurde.
Als Schauspielerin erschien sie in Rebecca Zlotowskis Tragikomödie Les enfants des autres (2022). Drei Jahre später war sie am Drehbuch von Zlotkowskis Spielfilm Vie privée (2025) mit Jodie Foster in der Hauptrolle beteiligt.
Anne Berest lebt und arbeitet in Paris. Sie ist die Schwester der Schriftstellerin Claire Berest, mit der zusammen sie eine Romanbiografie über ihre Urgroßmutter Gabrielle Buffet-Picabia veröffentlichte (Gabriële).

## Preise und Auszeichnungen
- 2010: Prix des Dunes für La Fille de son père; nominiert für den gleichen Roman: Prix France Télévision, den Prix de Flore und den Prix Goncourt du premier roman.
- 2012: Finalistin für ihren Roman Les Patriarches beim Prix Renaudot und dem Prix de Flore.
- 2018: Grand Prix de l’Héroïne Madame Figaro zusammen mit Claire Berest für Gabriële

## Veröffentlichungen
- La Fille de son père. (Cadre rouge). Éditions du Seuil, Paris 2010, ISBN 978-2-02-102783-9.
  - deutsch: Traurig bin ich schon lange nicht mehr. Aus dem Franz. von Gaby Wurster. Knaus, München 2011, ISBN 978-3-8135-0415-6.
- Les Patriarches. Éditions Grasset et Fasquelle, Paris 2012, ISBN 978-2-246-80084-2.
- mit Audrey Diwan, Caroline de Maigret und Sophie Mas: How to Be a Parisian wherever You Are. Doubleday, New York City 2013.
  - How to be a Parisian - Wherever you are. Liebe, Stil & Lässigkeit à la française. Deutsch von Carolin Müller. btb Verlag, München 2015, ISBN 978-3-442-75620-9.[2]
- Sagan 1954. Éditions Stock, Reihe La bleue. Paris 2014, ISBN 978-2-234-07740-9.[3]
- Recherche femme parfaite. Éditions Grasset, Paris 2015, ISBN 978-2-246-85244-5.
  - deutsch: Emilienne oder die Suche nach der perfekten Frau. Knaus, 2016, ISBN 978-3-8135-0732-4.[4]
- Gabrielle (mit Claire Berest). Éditions Stock, Paris 2017, ISBN 978-2-234-08032-4.
  - deutsch: Ein Leben für die Avantgarde – Die Geschichte von Gabriële Buffet Picabia (mit Claire Berest). Deutsch von Annabelle Hirsch. Aufbau Verlag 2021, ISBN 978-3-351-03855-7.
- La carte postale. Éditions Grasset, Paris 2021, ISBN 978-2-246-82049-9.
  - Die Postkarte. Deutsch von Amelie Thoma und Michaela Meßner. Berlin Verlag, Berlin 2023, ISBN 978-3-8270-1464-1.[5]

## Verfilmungen
- 2017 begann der französische Canal Plus mit der Ausstrahlung von zwölf Folgen der Fernsehserie Paris etc., die auf dem Bestseller How to be a Parisian basiert. Regie führte Zabou Breitman, die auch bei den Drehbüchern mitwirkte. Eine der Darstellerinnen ist Valeria Bruni Tedeschi.[6]